# Spurio Larcio

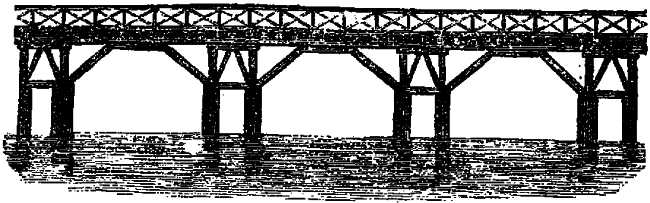
Ricostruzione del Pons Sublicius secondo Luigi Canina.

Spurio Larcio (in latino Spurius Larcius; fl. VI-V secolo a.C.) è stato un politico e militare romano del VI e del V secolo a.C.

## Biografia
Di lui si sa poco; probabilmente arrivò a Roma dopo la cacciata dei Tarquini e la fondazione della repubblica, con una colonia di etruschi. Era fratello di Tito Larcio, che fu console nel 501 a.C. e nello stesso anno fu nominato dittatore, primo romano a ricoprire questa carica.
Nel 508 a.C. combatté, insieme a Tito Erminio Aquilino, a fianco di Orazio Coclite nella difesa del pons Sublicius contro i soldati di Porsenna: 
(Tito Livio, Ab Urbe condita libri, Libro II, 10)
Nel 506 a.C. fu eletto console, collega dello stesso Tito Erminio con cui aveva difeso il ponte; nel 505 a.C. fu comandante della cavalleria romana, agli ordini del console Publio Postumio Tuberto, durante la battaglia combattuta sulle rive dell'Aniene contro i Sabini.
Nel 490 a.C. fu eletto nuovamente console, con collega Quinto Sulpicio Camerino Cornuto, quando Coriolano si trovava in esilio presso i Volsci.
Nel 488 a.C. Spurio Larcio fu uno dei cinque inviati al campo dei Volsci durante l'assedio di Coriolano; l'anno successivo, mentre i consoli Tito Sicinio e Gaio Aquillio venivano inviati dal senato a combattere rispettivamente contro i Volsci e gli Ernici, rimase a presidio del territorio adiacente alla città.
Fu nominato interrex da Aulo Sempronio Atratino per tenere i comitia centuriata del 482 a.C., anno in cui consigliò di dichiarare guerra a Veio.

## Critica storica
Lo storico tedesco Barthold Georg Niebuhr suggerì che il consolato di Tito Erminio Aquilino e Spurio Larcio del 506 a.C., per il quale gli annali non registrano alcun avvenimento significativo, fosse stato inserito a posteriori, per coprire il periodo di dominazione degli etruschi di Porsenna su Roma.

### Fonti primarie
- Dionigi di Alicarnasso, Antichità romane, Libri V, VII e VIII.
- Tito Livio, Ab Urbe condita libri, Libro II.

### Fonti secondarie
- William Smith, Dictionary of Greek and Roman Biography and Mythology, vol. II, Boston, Little, Brown, and Company, 1867.
- Barthold Georg Niebuhr, Storia di Roma, vol. I.